# Suslic cendrós
El suslic cendrós (Urocitellus canus) és una espècie de rosegador esciüromorf de la família dels esciúrids. Es troba als estats d'Idaho, Nevada i Oregon.

## Descripció
El suslic cendrós és un petit suslic gris, amb una aparença relativament anodina. Els adults van des de 18,8 cm fins als 21,8, considerant la longitud del cap-cos, amb una cua d'entre 3,1 i 5 cm. Encara que el seu pes varia al llarg de l'any, en funció de la nutrició, els pesos típics dels adults van d'entre 144 i 210 g per a les femelles i d'ente 146 i 300 g en els mascles.